# Raionul Pereiaslav-Hmelnițki, Kiev
Pereiaslav-Hmelnițki (în ucraineană Переяслав-Хмельницький район, transliterat: Pereiaslav-Hmelnîțkîi raion) este un raion în regiunea Kiev, Ucraina. Reședința sa este orașul regional Pereiaslav, care nu aparține raionului.

## Demografie
Componența lingvistică a raionului Pereiaslav-Hmelnițki
     Ucraineană (97,14%)
     Rusă (2,56%)
     Alte limbi (0,14%)
Conform recensământului din 2001, majoritatea populației raionului Pereiaslav-Hmelnițki era vorbitoare de ucraineană (97,14%), existând în minoritate și vorbitori de rusă (2,56%).